# ランダル・ウィリアム・コック
ランダル・ウィリアム・コック（Randall William Cook）は、アメリカ合衆国の視覚効果アーティストである。『ロード・オブ・ザ・リング』三部作によりアカデミー視覚効果賞を3度受賞した。

## 受賞とノミネート
| 賞               | 年   | 部門           | 作品名                            | 結果 |
| ---------------- | ---- | -------------- | --------------------------------- | ---- |
| アカデミー賞     | 2001 | 視覚効果賞     | ロード・オブ・ザ・リング          | 受賞 |
| アカデミー賞     | 2002 | 視覚効果賞     | ロード・オブ・ザ・リング/二つの塔 | 受賞 |
| アカデミー賞     | 2003 | 視覚効果賞     | ロード・オブ・ザ・リング/王の帰還 | 受賞 |
| 英国アカデミー賞 | 2001 | 特殊視覚効果賞 | ロード・オブ・ザ・リング          | 受賞 |
| 英国アカデミー賞 | 2002 | 特殊視覚効果賞 | ロード・オブ・ザ・リング/二つの塔 | 受賞 |
| 英国アカデミー賞 | 2003 | 特殊視覚効果賞 | ロード・オブ・ザ・リング/王の帰還 | 受賞 |